# Polystichum rhizophyllum
Polystichum rhizophyllum är en träjonväxtart. Polystichum rhizophyllum ingår i släktet Polystichum och familjen Dryopteridaceae.

## Underarter
Arten delas in i följande underarter:
- P. r. cubense
- P. r. rhizophyllum